# Lycosa frigens
Lycosa frigens là một loài nhện trong họ Lycosidae.
Loài này thuộc chi Lycosa. Lycosa frigens được Wladislaus Kulczynski miêu tả năm 1916.